# 2022年冬季奥林匹克运动会科索沃代表团
2022年冬季奥林匹克运动会科索沃代表团是科索沃所派出的2022年冬季奥林匹克运动会代表团。这是科索沃历史上第二次参加冬季奥运。
科索沃队共派出一名男运动员和一名女运动员参加该届冬奥，这是该队首次有女运动员参加冬奥。科索沃队原定安排代表该队参赛的两名运动员阿尔宾·塔希里和Kiana Kryeziu都担任开幕式旗手，然而由于Kryeziu在开幕式前被认定为该队其中一名感染SARS-CoV-2的教练之密切接触者，最终只有塔希里一人得以担任该队的开幕式旗手。

## 高山滑雪
根据国际滑雪联合会公布的各代表团所获席位列表，科索沃在高山滑雪项目上共可派出一名男选手和一名女选手参赛。
| 运动员        | 项目       | 第一次  | 第一次 | 第二次  | 第二次 | 总计    | 总计 |
| 运动员        | 项目       | 时间    | 排名   | 时间    | 排名   | 时间    | 排名 |
| ------------- | ---------- | ------- | ------ | ------- | ------ | ------- | ---- |
| 阿尔宾·塔希里 | 男子全能   | 1:52.44 | 22     | 55.85   | 15     | 2:48.29 | 15   |
| 阿尔宾·塔希里 | 男子滑降   | 不適用  | 不適用 | 不適用  | 不適用 | 1:52.44 | 35   |
| 阿尔宾·塔希里 | 男子大曲道 | 1:13.42 | 37     | 1:16.43 | 29     | 2:29.85 | 30   |
| 阿尔宾·塔希里 | 男子曲道   | 1:04.01 | 44     | 58.93   | 36     | 2:02.94 | 37   |
| Kiana Kryeziu | 女子大曲道 | 1:18.78 | 59     | 1:23.41 | 49     | 2:42.19 | 49   |